# Fazno pravilo
Fázno pravílo (tudi Gibbsovo fázno pravílo) [gíbsovo ~ ~] podaja število prostostnih stopenj zaprtega sistema (s) v stanju termodinamskega ravnovesja kot funkcijo števila ločenih faz (f) in števila kemijskih komponent (k) v sistemu:
{\displaystyle s=k-f+2\!\,.}
V 1870. letih ga je iz osnov termodinamike izpeljal Josiah Willard Gibbs.

## Izpeljava
Število prostostnih stopenj je enako razliki med številom spremenljivk in številom vezi v sistemu. Najprej naj se izračuna število spremenljivk. Za opis sistema se potrebujeta dve intenzivni spremenljivki, temperaturo T in tlak p, ter molski delež X vsake od k komponent v vsaki od f faz:
{\displaystyle {\begin{array}{cccc}T&p&&\\X_{1\alpha }&X_{1\beta }&X_{1\gamma }&\cdots \\X_{2\alpha }&X_{2\beta }&X_{2\gamma }&\cdots \\\vdots &\vdots &\vdots &\ddots \end{array}}}
Skupno je to {\displaystyle fk+2} spremenljivk.
Naj se izračuna zdaj še število vezi. Najprej mora veljati, da se molski deleži v vsaki fazi seštejejo v celoto:
{\displaystyle {\begin{array}{ccc}X_{1\alpha }+X_{1\beta }+X_{1\gamma }+\cdots &=&1\\X_{2\alpha }+X_{2\beta }+X_{2\gamma }+\cdots &=&1\\&\vdots &\end{array}}}
To je f enačb.
Nadalje velja tudi, da je kemijski potencial enak za vsako komponento v vsaki od faz:
{\displaystyle {\begin{array}{cccc}\mu _{1\alpha }=\mu _{1\beta }&\mu _{2\alpha }=\mu _{2\beta }&\cdots \mu _{k\alpha }=\mu _{k\beta }\\\mu _{1\beta }=\mu _{1\gamma }&\mu _{2\beta }=\mu _{2\gamma }&\cdots \mu _{k\beta }=\mu _{k\gamma }\\\vdots &\vdots &\vdots &\vdots \\\mu _{1(f-1)}=\mu _{1f}&\mu _{2(f-1)}=\mu _{2f}&\cdots \mu _{k(f-1)}=\mu _{kf}\\\end{array}}}
Skupno število prostostnih stopenj je torej:
{\displaystyle s=2+fk-f-k(f-1)=k-f+2\!\,.}

## Zgledi
Za zgled sistema z eno komponentno ({\displaystyle k=1}) naj se vzame vodo.
- kadar so tri faze (led, voda in vodna para) v ravnovesju, velja {\displaystyle f=3}, je število prostostnih stopenj enako nič, {\displaystyle s=1-3+2=0}. Temperatura in tlak sta v takem stanju natanko določena. To stanje ustreza trojni točki, ki jo voda doseže pri temperaturi 273,16 K in tlaku 611,73 Pa.

- kadar sta dve fazi v ravnovesju ({\displaystyle f=2}), denimo pri pogojih taljenja ali vretja, velja {\displaystyle s=1-2+2=1}. Eno od intenzivnih spremenljivk, npr. tlak, se vzame za prosto, drugo, npr. temperaturo taljenja, pa se izrazi kot funkcijo prve.

- stran od meja med fazami v faznem diagramu vode obstaja samo ena faza (led, voda ali vodna para), zategadelj {\displaystyle f=1} in {\displaystyle s=1-1+2=2}. Temperaturo in tlak se lahko spreminja neodvisno. Opazi se lahko tudi, da sta neodvisni spremenljivki res samo dve: tretja, denimo prostornina, je z njima povezana s splošno plinsko enačbo.